# Arquidiócesis de La Plata
La arquidiócesis de La Plata (en latín: Archidioecesis Platensis) es una circunscripción eclesiástica de la Iglesia católica en Argentina. Se trata de una arquidiócesis latina, sede metropolitana de la provincia eclesiástica de La Plata. Desde el 21 de noviembre de 2024 monseñor Gustavo Oscar Carrara es su arzobispo electo.

## Territorio y organización

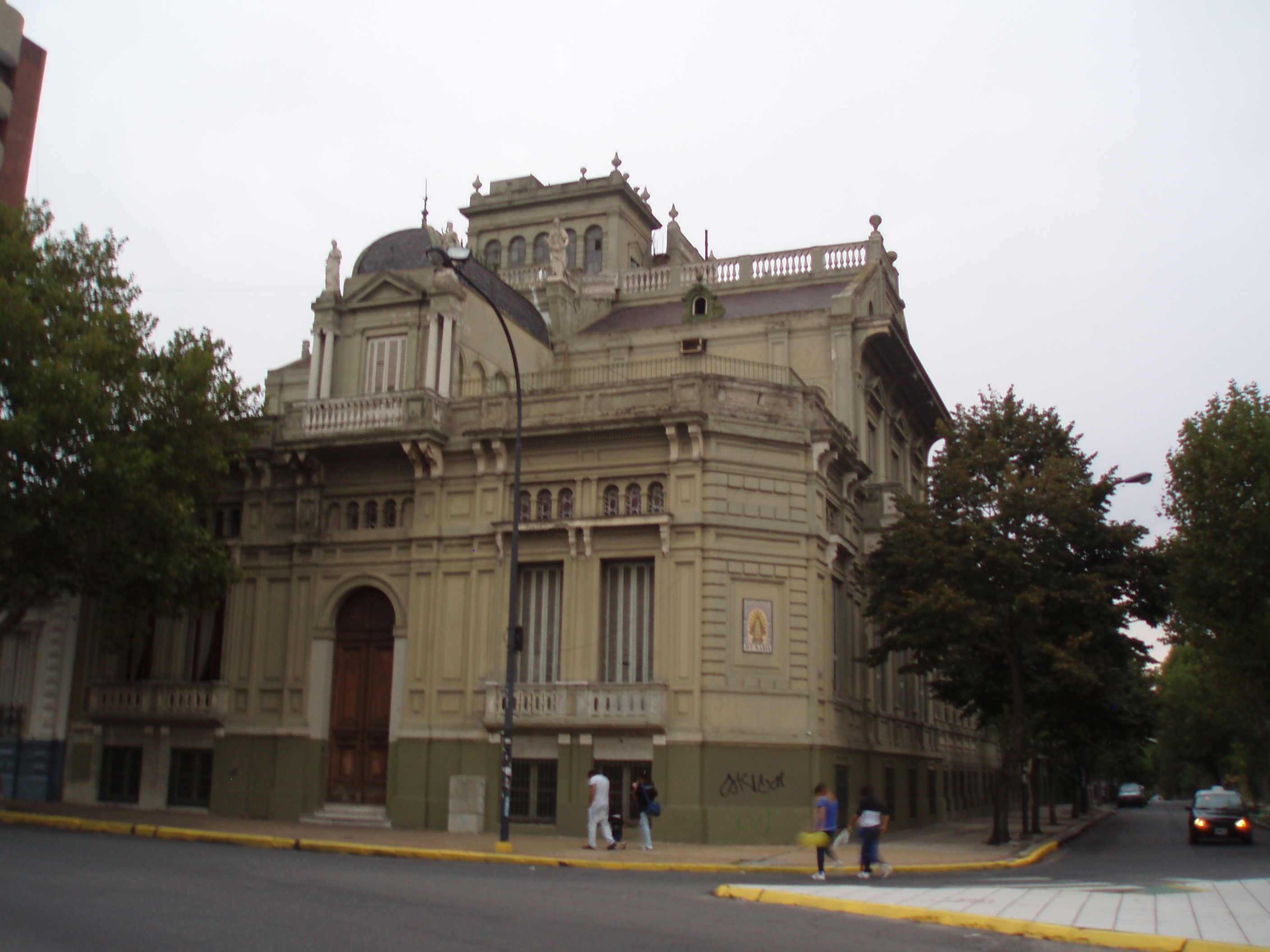
Palacio arzobispal

La arquidiócesis tiene 4652 km² y extiende su jurisdicción sobre los fieles católicos de rito latino residentes en la provincia de Buenos Aires en los partidos de Berisso, Ensenada, La Plata (excepto la isla Martín García), Magdalena y Punta Indio.

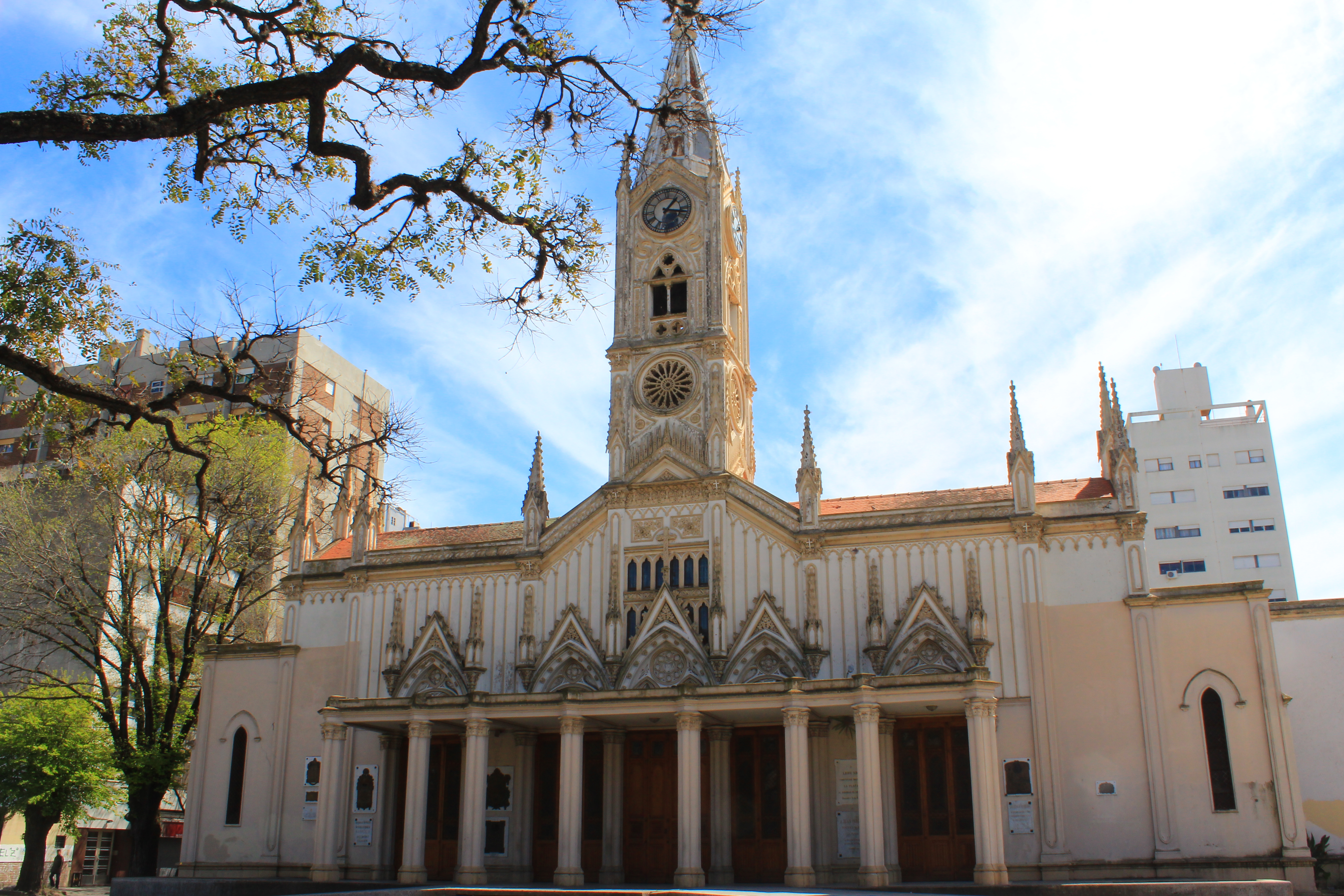
Basílica de San Ponciano

La sede de la arquidiócesis se encuentra en la ciudad de La Plata, en donde se halla la Catedral de la Inmaculada Concepción y las basílicas menores de San Ponciano, que fue la primera catedral de la diócesis, y del Sagrado Corazón de Jesús.

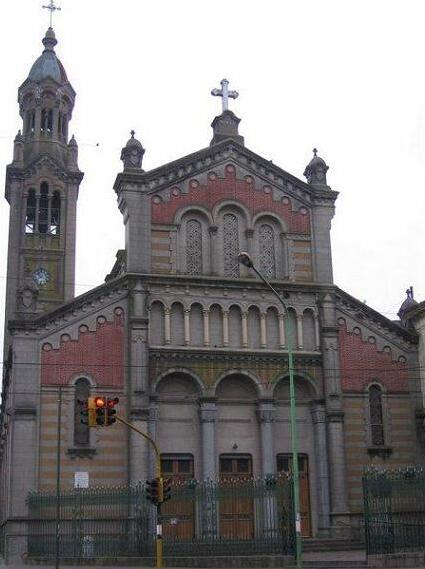
Basílica del Sagrado Corazón de Jesús

La arquidiócesis tiene como sufragáneas a las diócesis de: Azul, Chascomús y Mar del Plata.
En 2021 en la arquidiócesis existían 78 parroquias.

## Historia

### Diócesis
Desde 1780 existía la parroquia de Santa María Magdalena en el pago de Magdalena. La ciudad de La Plata fue fundada el 19 de noviembre de 1882 para ser la nueva capital de la provincia de Buenos Aires. El área era parte de la arquidiócesis de Buenos Aires cuando el 19 de noviembre de 1887 el Congreso Nacional argentino, en uso fáctico del patronato nacional, sancionó la ley n.º 2246 (promulgada el 25 de noviembre) autorizando la creación de 5 diócesis, entre ellas la de La Plata, y pidió a la Santa Sede su concreción, aunque desde 1884 las relaciones diplomáticas estaban interrumpidas. Las negociaciones llevadas adelante para resolver la cuestión del vicariato apostólico de la Patagonia Septentrional (no reconocido por el Gobierno argentino) permitieron un acuerdo de compromiso por los derechos adquiridos por la congregación salesiana que lo regenteaba, por el cual, sin reconocerlo el Gobierno, el vicariato apostólico sería suprimido e incorporado en parte a la arquidiócesis de Buenos Aires como resarcimiento por la erección de la diócesis de La Plata. Una porción pasaría a la diócesis de San Juan de Cuyo y otra a la nueva diócesis con sede en La Plata. A cambio de ello el Gobierno permitió a los salesianos que continuaran de hecho manejando el vicariato apostólico y en 1896 también se les confió la misión de la Pampa Central (actual provincia de La Pampa), un vasto territorio hasta entonces inexplorado de más de 143 000 km².
Destrabada la situación, el 15 de febrero de 1897 con la bula In Petri Cathedra el papa León XIII erigió la diócesis de La Plata. La nueva diócesis comprendía toda la provincia de Buenos Aires y el territorio nacional de La Pampa Central, separados de la arquidiócesis de Buenos Aires, de la cual pasó a ser sufragánea. El 28 de mayo de 1897 le fue otorgado el pase constitucional a la bula de erección, quedando civilmente erigida la diócesis.
El primer obispo de La Plata fue Mariano Antonio Espinosa quien fue preconizado el 8 de febrero de 1898 y tomó posesión de la diócesis el 24 de abril de 1898. La basílica de San Ponciano fue declarada como catedral inicial de la diócesis.
Luego de nuevas negociaciones para dar fin a la existencia de hecho del vicariato apostólico de la Patagonia Septentrional, el 9 de mayo de 1911 se decidió ponerle fin y se crearon vicarías foráneas para los salesianos, dos de las cuales se establecieron en el territorio de la diócesis de La Plata en el partido de Patagones y en el territorio nacional de La Pampa.
El seminario diocesano, dedicado a san José, fue establecido el 10 de enero de 1922.
El edificio para la nueva catedral de La Plata comenzó a construirse en 1884, siendo consagrado como catedral el 19 de noviembre de 1932. La iglesia fue construida en estilo neogótico del siglo XX y es la quinta más grande después de la basílica de San Pedro.

### Arquidiócesis
El 20 de septiembre de 1933 fue sancionada la ley argentina n.º 11715 que autorizó a la erección de 10 nuevas diócesis y la elevación a metropolitanas de otras 6, entre ellas la de La Plata.
El 20 de abril de 1934 mediante la bula Nobilis Argentinae nationis del papa Pío XI la diócesis de La Plata fue elevada al rango de arquidiócesis metropolitana, cediendo parte de su territorio para erigir las nuevas diócesis de Azul, Bahía Blanca (hoy arquidiócesis) y Mercedes (hoy arquidiócesis de Mercedes-Luján), quedando así restringida a solo una parte de la provincia de Buenos Aires:

Quapropter, praeter Bonaërensem ecclesiasticam provinciam, unam, uti diximus, illic iam exsistentem, sex alias provincias, tenore praesentium eademque suprema auctoritate Nostra, erigimus ac statuimus, nempe: (...) De Plata, (...) A Bonaerensi igitur provincia et ab eius metropolitana ecclesia sedes omnes, quae ipsi hucusque suffraganeae fuerunt, videlicet: (...) de Plata, (...) separamus, eique posthac Mercedensem et Amlensem dioeceses uti suffraganeas assignandus. (...) Provincia ecclesiastica de Plata amplectetur Ecclesiam de Plata, quam ad ecclesiae metropolitanae dignitatem evehimus, atque dioeceses de Bahia Blanca et Viedmensem, quae illi suffraganeae erunt.
Parte de la bula Nobilis Argentinae nationis

Francisco Alberti, quien se desempeñaba como obispo de La Plata, pasó a ser el primer arzobispo. Por decreto n.º 45981 de 21 de julio de 1934 le fue otorgado el pase constitucional a la bula de erección.
Originalmente pasó a tener como diócesis sufragáneas a las por entonces diócesis de Bahía Blanca y de Mercedes.
La primera desmembración territorial que tuvo la arquidiócesis platense fue el 3 de marzo de 1947, para contribuir a la erección de la diócesis de San Nicolás de los Arroyos mediante la bula Maxime quidem iuvat del papa Pío XII.
El 11 de febrero de 1957 mediante la bula Quandoquidem adoranda del papa Pío XII, con parte de su territorio fueron erigidas las diócesis de Lomas de Zamora, Morón, Mar del Plata y de Diócesis de San Isidro, siendo esta su segunda gran desmembración territorial.
El 10 de junio de 1959, con la carta apostólica Salutare Sidus, el papa Juan XXIII proclamó a la Inmaculada Concepción como la principal patrona de la arquidiócesis. El 19 de noviembre de 1965, con la carta apostólica Pietatis certum, el papa Pablo VI proclamó al papa san Ponciano como patrono secundario de la arquidiócesis.
El 10 de abril de 1961, mediante la bula Cum regnum Dei del papa Juan XXIII, fue erigida la diócesis de Avellaneda incluyendo una porción del territorio de la arquidiócesis de La Plata.
El 2 de marzo de 1964, en virtud del decreto Concrediti Christifidelium de la Sagrada Congregación Consistorial, su territorio fue reducido al transferir algunas parroquias en los partidos de Florencio Varela, Almirante Brown y San Vicente a las diócesis de Avellaneda y de Lomas de Zamora.
El 5 de mayo de 1967 mediante la bula Qui divino consilio el papa Pablo VI transfirió las diócesis de Avellaneda y de Lomas de Zamora de la provincia eclesiástica de La Plata a la de Buenos Aires.
El 19 de junio de 1976 mediante la bula Ut spirituali del papa Pablo VI fue erigida la diócesis de Quilmes, siendo esta la cuarta desmembración territorial de la arquidiócesis de La Plata.
Finalmente, la diócesis de Chascomús fue erigida el 27 de marzo de 1980 mediante la bula Universum Dominicum gregem del papa Juan Pablo II, contribuyendo la arquidiócesis de La Plata con una porción de su territorio, siendo este su último desmembramiento territorial.
El 26 de septiembre de 2007 la diócesis de Quilmes pasó a la provincia eclesiástica de Buenos Aires, configurándose el esquema actual de tres sufragáneas.

## Estadísticas
Según el Anuario Pontificio 2022 la arquidiócesis tenía a fines de 2021 un total de 898 880 fieles bautizados.
| Año                                                                             | Población | Población | Población      | Sacerdotes | Sacerdotes | Sacerdotes | Católicos por sacerdote | Diáconos permanentes | Religiosos | Religiosos | Parroquias y cuasiparroquias |
| Año                                                                             | Católicos | Total     | % de católicos | Total      | Diocesanos | Regulares  | Católicos por sacerdote | Diáconos permanentes | Masculinos | Femeninos  | Parroquias y cuasiparroquias |
| ------------------------------------------------------------------------------- | --------- | --------- | -------------- | ---------- | ---------- | ---------- | ----------------------- | -------------------- | ---------- | ---------- | ---------------------------- |
| 1950                                                                            | 2 740 000 | 3 500 000 | 78.3           | 692        | 317        | 375        | 3959                    |                      | 624        | 2503       | 167                          |
| 1966                                                                            | 670 000   | 700 000   | 95.7           | 191        | 118        | 73         | 3507                    |                      | 117        | 595        | 64                           |
| 1970                                                                            | 730 000   | 770 000   | 94.8           | 198        | 120        | 78         | 3686                    |                      | 112        | 600        | 69                           |
| 1976                                                                            | 750 000   | 800 000   | 93.8           | 185        | 115        | 70         | 4054                    | 1                    | 86         | 550        | 56                           |
| 1980                                                                            | 793 000   | 843 000   | 94.1           | 187        | 117        | 70         | 4240                    | 5                    | 101        | 550        | 72                           |
| 1990                                                                            | 642 550   | 755 940   | 85.0           | 152        | 105        | 47         | 4227                    | 6                    | 61         | 435        | 64                           |
| 1999                                                                            | 709 000   | 836 000   | 84.8           | 134        | 95         | 39         | 5291                    | 5                    | 54         | 356        | 66                           |
| 2000                                                                            | 716 000   | 845 000   | 84.7           | 134        | 92         | 42         | 5343                    | 5                    | 57         | 362        | 66                           |
| 2001                                                                            | 648 647   | 763 115   | 85.0           | 142        | 94         | 48         | 4567                    | 5                    | 120        | 356        | 64                           |
| 2002                                                                            | 617 596   | 726 583   | 85.0           | 140        | 96         | 44         | 4411                    | 5                    | 114        | 373        | 65                           |
| 2003                                                                            | 637 500   | 750 000   | 85.0           | 157        | 106        | 51         | 4060                    | 5                    | 120        | 373        | 65                           |
| 2004                                                                            | 637 500   | 750 000   | 85.0           | 157        | 106        | 51         | 4060                    | 5                    | 127        | 375        | 65                           |
| 2013                                                                            | 862 000   | 935 000   | 92.2           | 156        | 122        | 34         | 5525                    | 4                    | 59         | 322        | 72                           |
| 2016                                                                            | 872 000   | 991 000   | 88.0           | 160        | 124        | 36         | 5450                    | 4                    | 64         | 322        | 76                           |
| 2019                                                                            | 898 880   | 1 040 280 | 86.4           | 144        | 129        | 15         | 6242                    | 7                    | 45         | 333        | 75                           |
| 2021                                                                            | 898 880   | 1 040 280 | 86.4           | 136        | 121        | 15         | 6609                    | 4                    | 45         | 333        | 78                           |
| Fuente: Catholic-Hierarchy, que a su vez toma los datos del Anuario Pontificio. |           |           |                |            |            |            |                         |                      |            |            |                              |

| Año  | Iglesias y capillas | Santuarios | Monasterios femeninos | Casas de religiosos | Casas de religiosas | Centros educativos | Decanatos |
| 2007 | 105                 | 2          | 2                     | 18                  | 46                  | 95                 |           |

## Episcopologio

### Obispos de La Plata
| Imagen | Escudo | Nombre del ordinario                 | Período (preconización-cese)                | Razón de fin del cargo             |
|        |        | Mariano Antonio Espinosa †           | 8 de febrero de 1898-31 de agosto de 1900   | nombrado arzobispo de Buenos Aires |
|        |        | Juan Nepomuceno Terrero y Escalada † | 12 de diciembre de 1900-10 de enero de 1921 | falleció                           |
|        |        | Francisco José Alberti †             | 13 de julio de 1921-20 de abril de 1934     | nombrado arzobispo                 |

### Arzobispos de La Plata
| Imagen | Escudo | Nombre del ordinario        |  | Período (preconización-cese)                    | Razón de fin del cargo                                     |
|        |        | Francisco José Alberti †    |  | 20 de abril de 1934-27 de junio de 1938         | falleció                                                   |
|        |        | Juan Pascual Chimento †     |  | 26 de octubre de 1938-25 de diciembre de 1946   | falleció                                                   |
|        |        | Tomás Juan Carlos Solari †  |  | 20 de septiembre de 1948-13 de mayo de 1954     | falleció                                                   |
|        |        | Antonio José Plaza †        |  | 14 de noviembre de 1955-18 de diciembre de 1985 | retirado                                                   |
|        |        | Antonio Quarracino †        |  | 18 de diciembre de 1985-10 de julio de 1990     | nombrado arzobispo de Buenos Aires                         |
|        |        | Carlos Walter Galán Barry † |  | 8 de mayo de 1991-12 de junio de 2000           | retirado                                                   |
|        |        | Héctor Rubén Aguer          |  | 12 de junio de 2000-2 de junio de 2018          | retirado                                                   |
|        |        | Víctor Manuel Fernández     |  | 2 de junio de 2018-1 de julio de 2023           | nombrado prefecto del Dicasterio para la Doctrina de la Fe |
|        |        | Gabriel Antonio Mestre      |  | 16 de septiembre de 2023- 27 de mayo de 2024    | Renunció                                                   |